# Boss of Me
Ne doit pas être confondu avec Boss of Me (chanson de David Bowie).
Pour les articles homonymes, voir Boss (homonymie).
Boss of Me est une chanson du groupe américain They Might Be Giants,. Ce groupe s'est notamment fait connaître grâce à ce titre qui est le générique de la série américaine Malcolm.